# Тембі Лок
Тембі Лок (англ. Tembekile Locke; нар. 26 липня 1970, Х'юстон, Техас, США) — американська актриса, яка знімалася в телевізійних шоу та фільмах. Найбільш відома як доктор Грейс Монро в серіалі SyFy «Еврика» та як доктор Даяна Девіс у фільмі «Вир світів». Лок також є автором мемуарів-бестселерів «З нуля», які пізніше були адаптовані в серіалі Netflix.

## Життєпис
Народилася в сім'ї борців за громадянські права, відвідувала середню школу Еліфа Гастінгса в Х'юстоні. Після закінчення середньої школи Лок деякий час жила в Італії за програмою іноземного обміну. Перебуваючи там, вона кілька разів з'явилася на італійському телебаченні, в тому числі на Carnevale Di Venezia. Після повернення до Сполучених Штатів здобула ступінь з історії мистецтва в Весліанському університеті в Коннектикуті. Вільно розмовляє італійською.
Лок і її чоловік Розаріо «Саро» Гулло, сицилійський шеф-кухар, жили й працювали в Лос-Анджелесі, Каліфорнія. Він помер у 2012 році від раку. Вони усиновили дочку Зоелу, якій на момент його смерті було 7 років. Вона вегетаріанка, регулярно вирощує продукти на пустирях у місті. Лок кухар для гурманів, любить піші прогулянки, біг і риболовлю. Вона бере участь у кількох програмах соціальної активності.
У 2020 році вдруге вийшла заміж за свого партнера Роберта, з яким познайомилася у 2016 році.

## Кар'єра
Перебуваючи в Нью-Йорку, Лок знялася в кількох небродвейських постановках і отримала роль у довгостроковій мильній опері «Як світ обертається». Потім переїхала до Лос-Анджелеса. Її телевізійна кар'єра в прайм-тайм почалася з ролі однієї з коханих Вілла Сміта в серіалі «Принц із Беверлі-Гіллз».
За свою кар'єру Лок знялася в численних телевізійних драмах, комедіях і фільмах. Вона зіграла доктора Грейс Монро, спеціаліста з біотехнологій, у четвертому та п'ятому сезонах серіалу SyFy «Еврика» (2010—2012). Також зіграла роль доктора Даяни Девіс у п'ятому сезоні серіалу Fox/Syfy «Вир світів» (1999—2000).
Телевізійна робота Лок включає такі серіали, як «Касл», «Кістки», «Менталіст», «Windfall», «Місце злочину: Нью-Йорк» та «Район Беверлі-Гіллз». Серед її комедійних робіт — «серіал «Друзі»», «Шоу Джеймі Фокса», «Дім Пейн», «Як сім'я», «Виховання тата» тощо. Вона знялася в ряді телевізійних фільмів, зокрема «Чорна вдова», «Останній підхід» і «Народжена в США». У 2014 році Лок з'явилася в ролі доктора Уолкотта у фільмі «Тупий та ще тупіший 2».
Станом на жовтень 2018 року її остання робота є другою частиною оригінальної серії Hulu «Into the Dark». Вона грає терапевта в епізоді «Плоть і кров».
Мемуари Лок «З нуля: мемуари про кохання, Сицилію та пошуки дому» (опубліковано 30 квітня 2019 року) розповідають про її роман із чоловіком-італійцем та її горе після його передчасної смерті. Пізніше «З нуля» продюсерка Різ Візерспун і письменниця Маргеріт Макінтайр адаптували для серіалу із Зої Салданою в головній ролі для Hello Sunshine, 3 Arts, Сінестар і Netflix.

## Вибрана фільмографія
| Рік       |   | Українська назва              | Оригінальна назва           | Роль                    |
| --------- | - | ----------------------------- | --------------------------- | ----------------------- |
| 1994      | с | Принц із Беверлі-Гіллз        | The Fresh Prince of Bel-Air | Валері Джонсон          |
| 1995—1996 | с | Район Беверлі-Гіллз           | Beverly Hills, 90210        | Ліза Діксон             |
| 1999      | с | Друзі                         | Friends                     | Карін                   |
| 1999—2000 | с | Вир світів                    | Sliders                     | доктор Діана Девіс      |
| 2003      | с | Жіноча бригада                | The Division                | Нора "Вік" Ловелл       |
| 2006      | с | Місце злочину: Нью-Йорк       | CSI: NY                     | Еллен Філдінг           |
| 2009      | с | Менталіст                     | The Mentalist               | Маршал Крісті Нокс      |
| 2010      | с | Кістки                        | Bones                       | Мерилін Стоддард        |
| 2010—2012 | с | Еврика                        | Eureka                      | доктор Ґрейс Монро      |
| 2012      | с | Касл                          | Castle                      | Бет Кебот               |
| 2014      | ф | Тупий та ще тупіший 2         | Dumb and Dumber To          | доктор Барбара Волкотт  |
| 2014      | с | NCIS: Полювання на вбивць     | NCIS                        | Еліс Кент Стейлі        |
| 2015—2016 | с | Чарівники                     | The Magicians               | доктор Дженніфер Лондон |
| 2017      | с | За законами вовків            | Animal Kingdom              | Моніка                  |
| 2017      | с | Спецназ                       | S.W.A.T.                    | Тріша Вотсон            |
| 2017—2018 | с | Морська поліція: Лос-Анджелес | NCIS: Los Angeles           | Лея Вінтерс             |
| 2018      | с | Назустріч пітьмі              | Into the Dark               | доктор Гелен Сондерс    |
| 2019      | с | Доведена невинність           | Proven Innocent             | Ванесса Дейл            |
| 2020—2023 | с | Я ніколи не…                  | Never Have I Ever           | Еліза Торрес            |